# Oderberg

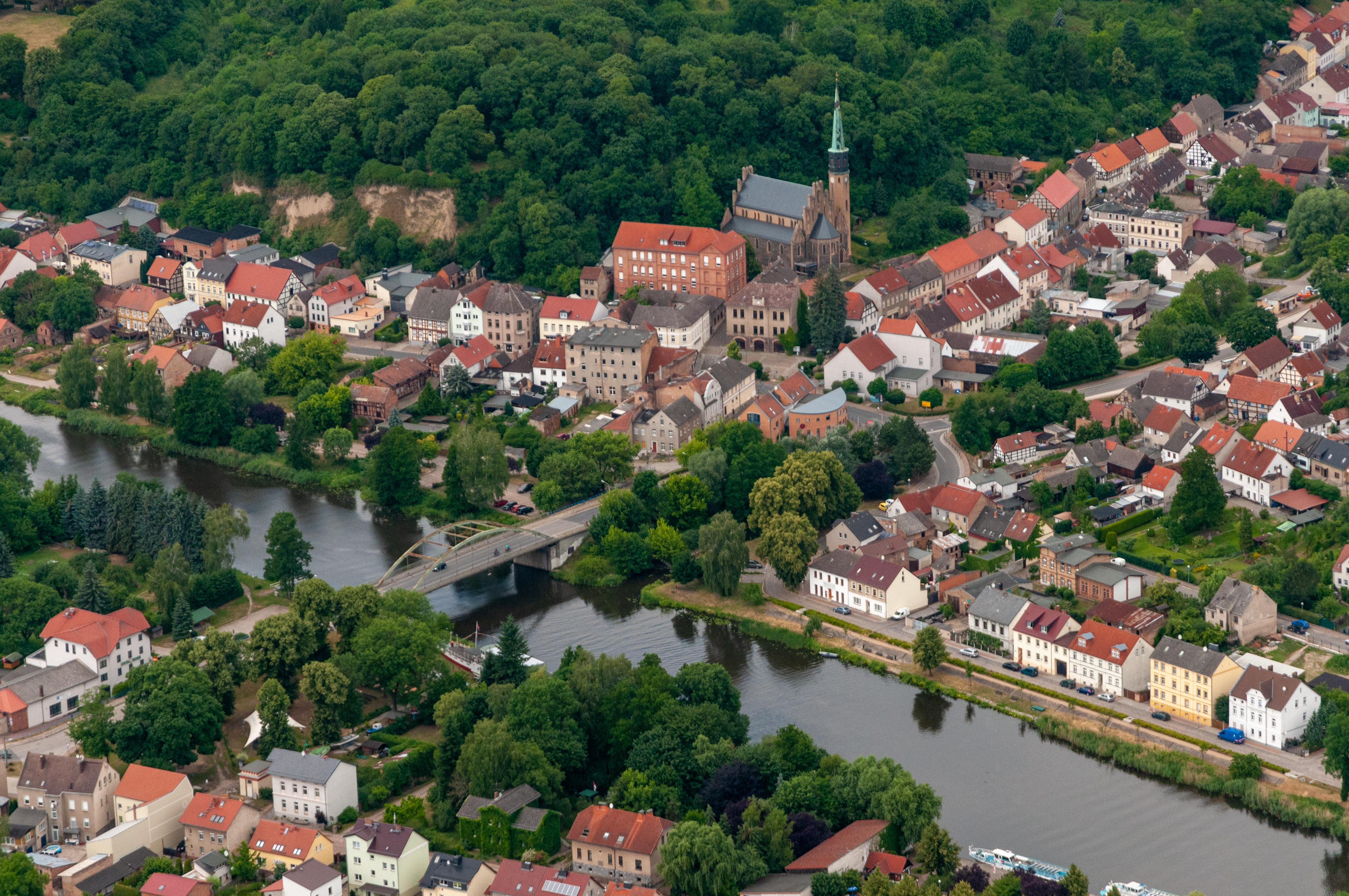
Stadtzentrum

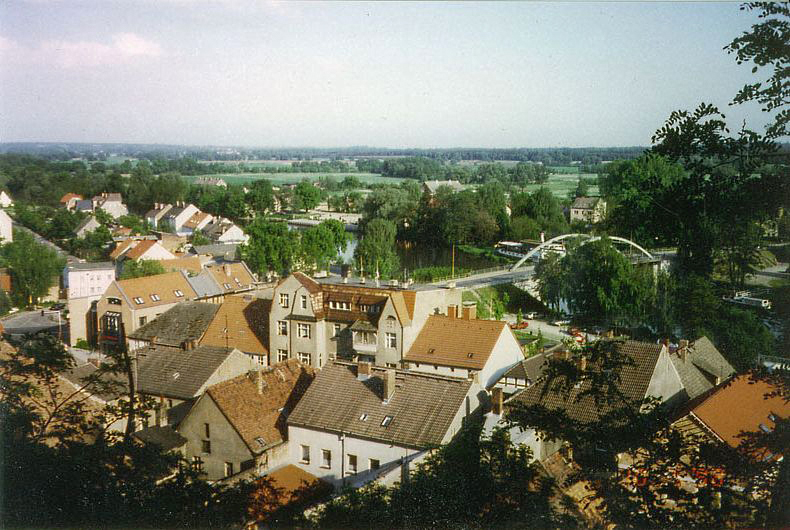
Blick über Oderberg (1997)

Blick auf Oderberg um 1908

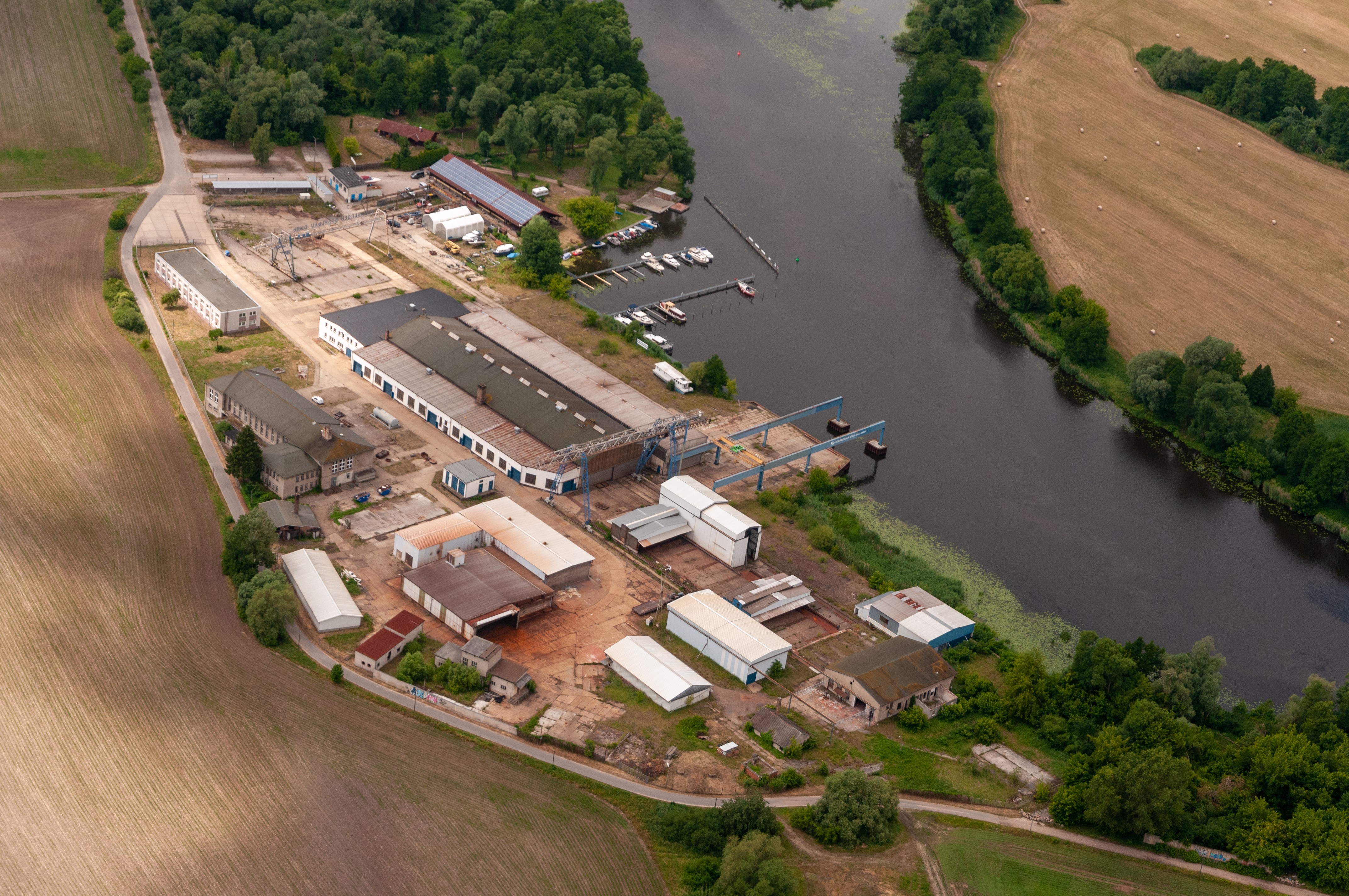
Marina

Oderberg ist eine Stadt im Landkreis Barnim im Bundesland Brandenburg. Sie gehört zum Amt Britz-Chorin-Oderberg.

## Geografie
Oderberg liegt am östlichen Rand des Eberswalder Urstromtales, am Rand des Biosphärenreservates Schorfheide-Chorin und am nördlichen Rand des Oderbruchs. Durch die Stadt fließt die Alte Oder. Die Oder fließt in fünf Kilometer Entfernung vorbei und bildet die Grenze zu Polen. Wenige Kilometer nördlich von Oderberg beginnt der Nationalpark Unteres Odertal.
Die Stadt liegt im Dreieck der Städte Eberswalde, Bad Freienwalde und Angermünde. Im Südosten hat sie einen kleinen Anteil an der Insel Neuenhagen.

## Stadtgliederung
Oderberg hat laut Hauptsatzung keine Ortsteile. Wohnplätze der Stadt sind Alte Försterei, Breitefenn, Kolonie Teufelsberg, Maienpfuhl, Oderberg-Neuendorf und Steinlager.
Die früher selbstständige Gemeinde Neuendorf wurde 1961 in die Stadt Oderberg eingemeindet.

## Geschichte

### Vorgeschichtliche Besiedlung
Eine Besiedlung der Gegend um Oderberg ist bereits in der Mittelsteinzeit belegt. Auch aus der Jungsteinzeit und der Bronzezeit gibt es zahlreiche Funde. Zeugnisse dieser Epoche sind ein Steinkreis auf dem Jüdischen Friedhof sowie zahlreiche Funde auf dem Windmühlenfeld, der Hochfläche nordwestlich des Albrechtsberges. Im Museum der Stadt werden mehrere bronzene Tüllenbeile und vollständig erhaltene Gefäße der Gegend ausgestellt. Spuren aus der Eisenzeit, wie Keramik aus Siedlungen und Gräberfeldern weisen auf eine Besiedlung hin.
Aus der Mitte des 7. Jahrhunderts sind auf Fundplätzen Siedlungsaktivitäten slawischer Siedler nachgewiesen worden. Auf dem Albrechtsberg entstand möglicherweise bereits im 9. Jahrhundert eine befestigte Siedlung. Vom 10. bis zum 13. Jahrhundert existierte auf dem heutigen Albrechtsberg eine pommersch-slawische Fürstenburg. Zahlreiche archäologische Funde belegen deren Existenz. Gegenüber auf dem Festungswerder befand sich zur gleichen Zeit eine Niederungsburg, die vermutlich zur Überwachung des Oderstroms diente.
In der Nähe der späteren Siedlung Oderberg fand im Jahr 972 die Schlacht von Zehden zwischen Herzog Mieszko I. von Polen und dem von Kaiser Otto I. eingesetzten Markgrafen Hodo I. von der Mark Lausitz statt.

### 12. bis 16. Jahrhundert
Die Archäologie konnte eine älterslawische Burganlage auf dem „Albrechtsberg“ und einen jüngerslawischen Burgwall unter der späteren Festung „Bärenkasten“ feststellen; das slawische Dorf hieß Barsdyn. Der askanische Markgraf Albrecht II. von Brandenburg, so berichtet die Märkische Fürstenchronik ohne Jahresangabe, errichtete die erste deutsche Burg auf einer Anhöhe; die landesgeschichtliche Forschung geht von 1214 aus. Unterhalb der Burg entstanden am Ost- bzw. Südhang des Berges die ersten deutschen Ansiedlungen. Die erste urkundliche Erwähnung von Oderberg erfolgte im Jahr 1231, als Vogtei. Civitas (Stadt) wird Oderberg erstmals 1259 genannt. 1231 wurde in der slawischen Siedlung Barsdin eine Stiftung des Prämonstratenserordens ins Leben gerufen. Die Abtei erhielt den Namen Civitas Dei – Gottesstadt. Mutterkloster dieser Neugründung war das Prämonstratenserkloster zu Brandenburg an der Havel; sie war die letzte Gründung dieses Ordens in der Mark Brandenburg. Im Schutze der Burg und am Übergang über die Oder in die Neumark gelegen, entwickelte sich die Stadt sehr rasch. Die Stadt profitierte einerseits von der Via Imperii (Reichsstraße), die hier bis zur Umlegung 1316 durch Markgraf Waldemar verlief, andererseits von dem Oderstrom und dem Oderübergang. Oderberg erlebte im Mittelalter eine Blütezeit.
1308 wurde ein Kietz bei Oderberg erwähnt. Dabei handelt es sich um die Reste des Dorfes Barsdyn, das in der Urkunde von 1231 erwähnt wird. Am 5. April 1317 bestätigte Markgraf Waldemar der Stadt Oderberg seine Privilegien auf den Oderberger Hafen.
In der Schlacht von Oderberg im Jahre 1349 erlitt Ludwig der Römer eine Niederlage. Dabei wurde die Burg auf dem Albrechtsberg wahrscheinlich vollständig zerstört, da 1353 bis 1355 die Herren von Wedel und von Uchtenhagen aus dem Abbruchmaterial auf dem Festungswerder eine neue Burg (Festung Oderberg, den sogenannten Bärenkasten) erbauen ließen. Das bis 1372 in Oderberg ansässige Marienhospital übersiedelte auf Grund drohender Kriegswirren nach Chorin. Am 13. Dezember 1415 bestätigte Markgraf Friedrich I. von Brandenburg der Stadt die Niederlassungsgerechtigkeit, das bedeutete, dass alle Händler ihre Waren zum Verkauf anbieten mussten, bevor sie weiterreisen durften. Im Jahr 1430 kam Oderberg in den Besitz derer von Pfuel. Aus dem Jahr 1442 ist ein samstäglicher Wochenmarkt überliefert, 1532 fanden zwei und 1621 sogar vier Markttage in der Woche statt. 1543 sowie 1577 wurde eine Schule in der Stadt erwähnt.

### 17. bis 18. Jahrhundert
Bis 1630 war der Dreißigjährige Krieg in der Gegend kaum spürbar, Oderberg wurde aber durch seine strategische Lage besetzt und die Festung „Bärenkasten“ von schwedischen Truppen belagert. Am 16. Juni 1631 zog Gustav Adolf aus Oderberg ab. Bei der erneuten Belagerung 1637 wurde fast die gesamte Stadt in Schutt und Asche gelegt. 1670 brannte die neu errichtete Stadt teilweise und im Jahre 1672, ausgelöst durch einen Backofenbrand, völlig ab. Das sogenannte Marowski-Haus ist das älteste Haus von Oderberg. Es wurde nach den verheerenden Stadtbränden vom Wassermüller Christian Otte im Jahre 1680 im Oberkietz erbaut. Es ist das älteste bekannte kleinstädtische Handwerkerhaus der Stadt Oderberg und das älteste Bürgerhaus der Kreise Barnim und Märkisch-Oderland. 1727 betrieb der Seilermeister Matthias Tennert eine Seilerei in der Angermünder Straße. Für das Jahr 1733 sind in Oderberg 20 Braustellen nachgewiesen, die vorrangig Bier brauten. 1736 wurde die etwa 100 Mann starke Besatzung der Festung abgezogen und die Geschütze nach Stettin gebracht. In dem strengen Winter 1740 erfroren fast alle Weinstöcke auf den Weinbergen der Stadt. Die Weinherstellung wurde daraufhin per Erlass eingestellt. 1789 wird berichtet, dass die zahlreichen Oderberger Töpfer im Grunewald bei Oderberg ihren Ton abbauen.
Kurbrandenburgische Festungskommandanten
- 1636 Hauptmann Baltasar Kunitz
- 1639(?) Hauptmann Friedrich August von Kötteritz
- 1665–1674 Oberstleutnant Wolf Friedrich von Bromsdorff
- 1677–1687 Oberstleutnant Hans Joachim von Hagen
- 1687–1698 Oberst Friedrich Wilhelm von der Marwitz

### 19. bis 21. Jahrhundert
1871 gab es in Oderberg 11 Sägewerke und 15 Schiffswerften, ab 1874 eine Oderberger Zeitung. Seit der Eröffnung der Bahnstrecke am 1. Januar 1877 hatte Oderberg auch eine Bahnverbindung und besaß drei Bahnhöfe Oderberg (Mark), Oderberg (Bralitz) und Saaten-Neuendorf. Hierzu wurde im Frühjahr 1875 durch die Firma Borsig die Eisenbahnbrücke über die Alte Oder gebaut. 1895 gab es Stärke-, Fass- und Kittfabriken. Daneben spielte die Fischerei, die seit dem Mittelalter überliefert ist, eine große wirtschaftliche Rolle. Zu Beginn des 20. Jahrhunderts war der Oderberger See eines der größten Holzlager Deutschlands; teilweise lagerten hier mehr als 500.000 Festmeter Holz.
Seit der deutschen Wiedervereinigung hat sich die Zahl der Einwohner stark reduziert. Weil die Stadt zahlungsunfähig wurde, verkaufte sie das Rathaus für einen symbolischen Preis. Es wechselte in der Folgezeit mehrfach den Eigentümer. U. a. wurde es 2017 für 45.000 Euro von einem Immobilienunternehmer ersteigert.

### Verwaltungsgeschichte
Oderberg gehörte seit 1817 zum Kreis Angermünde in der Provinz Brandenburg und ab 1952 zum Kreis Eberswalde im DDR-Bezirk Frankfurt (Oder). Seit 1993 liegt die Stadt im brandenburgischen Landkreis Barnim. Oderberg war von 1992 bis 2008 Sitz des zum 31. Dezember 2008 aufgelösten Amtes Oderberg.
Seit 1849 bestanden in Preußen Kreisgerichte. Das Kreisgericht Angermünde war dem Kammergericht nachgeordnet. In Oderberg war eine Zweigstelle (Gerichtskommission) eingerichtet. Im Rahmen der Reichsjustizgesetze wurden diese Gerichte 1879 aufgehoben. Stattdessen bestand von 1879 bis 1945 das Amtsgericht Oderberg.

## Bevölkerungsentwicklung
| Jahr | Einwohner |
| ---- | --------- |
| 1875 | 3.929     |
| 1890 | 4.233     |
| 1910 | 3.707     |
| 1925 | 3.178     |
| 1933 | 3.237     |
| 1939 | 3.559     |

| Jahr | Einwohner |
| ---- | --------- |
| 1946 | 3.768     |
| 1950 | 4.200     |
| 1964 | 4.101     |
| 1971 | 3.977     |
| 1981 | 3.323     |
| 1985 | 3.147     |

| Jahr | Einwohner |
| ---- | --------- |
| 1990 | 3.078     |
| 1995 | 2.884     |
| 2000 | 2.738     |
| 2005 | 2.491     |
| 2010 | 2.160     |
| 2015 | 2.199     |

| Jahr | Einwohner |
| ---- | --------- |
| 2020 | 2.134     |
| 2021 | 2.117     |
| 2022 | 2.044     |
| 2023 | 2.003     |
| 2024 | 1.981     |

Gebietsstand des jeweiligen Jahres, Einwohnerzahl: Stand 31. Dezember (ab 1991), ab 2011 auf Basis des Zensus 2011, ab 2022 auf Basis des Zensus 2022

## Politik

### Stadtverordnetenversammlung

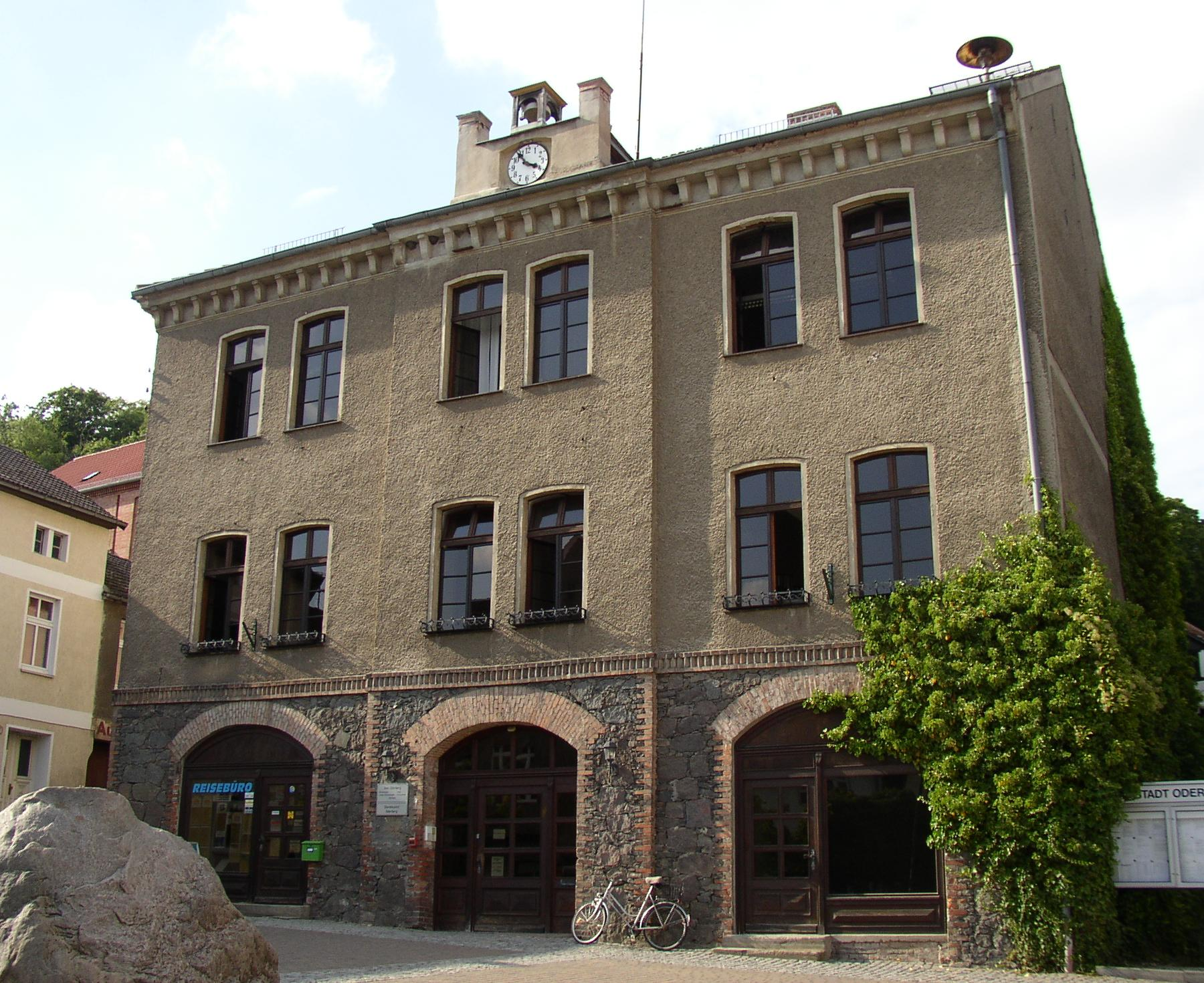
Ehemaliges Rathaus von Oderberg

Die Stadtverordnetenversammlung von Oderberg besteht aus 12 Stadtverordneten und der ehrenamtlichen Bürgermeisterin. Die Kommunalwahl am 9. Juni 2024 führte bei einer Wahlbeteiligung von 58,6 % zu folgendem Ergebnis:
| Partei / Wählergruppe      | Stimmenanteil 2019 | Sitze 2019 |  | Stimmenanteil 2024 | Sitze 2024 |
| -------------------------- | ------------------ | ---------- |  | ------------------ | ---------- |
| Bündnis für Oderberg (BFO) | 51,3 %             | 7          |  | 66,2 %             | 8          |
| SPD                        | 31,3 %             | 4          |  | 17,3 %             | 2          |
| CDU                        | 13,2 %             | 1          |  | 13,8 %             | 2          |
| Bündnis 90/Die Grünen      | –                  | –          |  | 02,7 %             | –          |
| Einzelbewerber Ben Mix     | 04,2 %             | –          |  | –                  | –          |
| Insgesamt                  | 100 %              | 12         |  | 100 %              | 12         |

### Bürgermeister
- 1998–2003: Brigitte Brandenburg (SPD)[15]
- 2003–2008: Klaus Schulenburg[16]
- 2008–2015: Roman Stähr (Bündnis für Oderberg)[17]
- seit 2015: Martina Hähnel (Bündnis für Oderberg)[18]

Hähnel wurde in der Bürgermeisterwahl am 26. Mai 2019 mit 61,5 % sowie am 9. Juni 2024 mit 70,2 % der gültigen Stimmen gewählt. Ihre Amtszeit beträgt fünf Jahre.

### Wappen
| Wappen von Oderberg | Blasonierung: „In Silber über grünem Schildfuß eine bezinnte, gequaderte, dreitürmige rote Burg mit schwarzem Tor und geöffneten goldenen Torflügeln. Über den mit je einem schwarzen Fenster versehenen Türmen schwebt ein roter goldbewehrter Adler.“ |
| Wappen von Oderberg | Wappenbegründung: Das Wappen ist seit 1272 bekannt. Es erfuhr im Laufe der Jahrhunderte einige Veränderungen, doch die dreizinnigen Türme und das offene Tor blieben unverändert. Der ursprünglich im Wappen gezeigte rote brandenburgische Adler wurde 1701 durch den schwarzen preußischen Adler abgelöst, seit 1945 wurde das Wappen ohne Adler geführt, bis die heute gebräuchliche Wappenform auf das ursprüngliche Wappenbild zurückgeht und wieder der brandenburgische Adler über der Burg prangt. Die offenen Torflügel deklarieren Oderberg als handelsoffene Stadt, die Niederlags- und Stapelrecht besaß. Eine Stadtmauer hatte Oderberg nicht, wohl aber zwei Stadttore und im Laufe seiner Geschichte mehrere Burgen. Das Wappen wurde am 16. März 1993 durch das Ministerium des Innern genehmigt. |

### Flagge
„Die Flagge ist Rot - Weiß - Rot - Weiß - Rot (1:1:9:1:1) gestreift und mittig mit dem Stadtwappen belegt.“

## Sehenswürdigkeiten und Kultur
Die in der Denkmalliste des Landes Brandenburg eingetragenen Kulturdenkmale Oderbergs sind in der Liste der Baudenkmale in Oderberg und der Liste der Bodendenkmale in Oderberg zusammengefasst.
- Nikolaikirche, neugotischer Backsteinbau, errichtet von 1853 bis 1855.
- Ruine der Festung Oderberg (der sogenannte Bärenkasten)
- Binnenschifffahrtsmuseum mit Freilichtausstellung und Elbe-Raddampfer Riesa
- Kriegerdenkmal auf dem Albrechtsberg
- Burgwall Albrechtsberg
- Marowski-Haus am Oberkietz (ältestes Haus der Stadt – Fachwerkbau)
- Fachwerkhäuser in der Berliner und Angermünder Straße
- Jüdischer Friedhof
- Gutshaus, Brennerei und Kirche Neuendorf

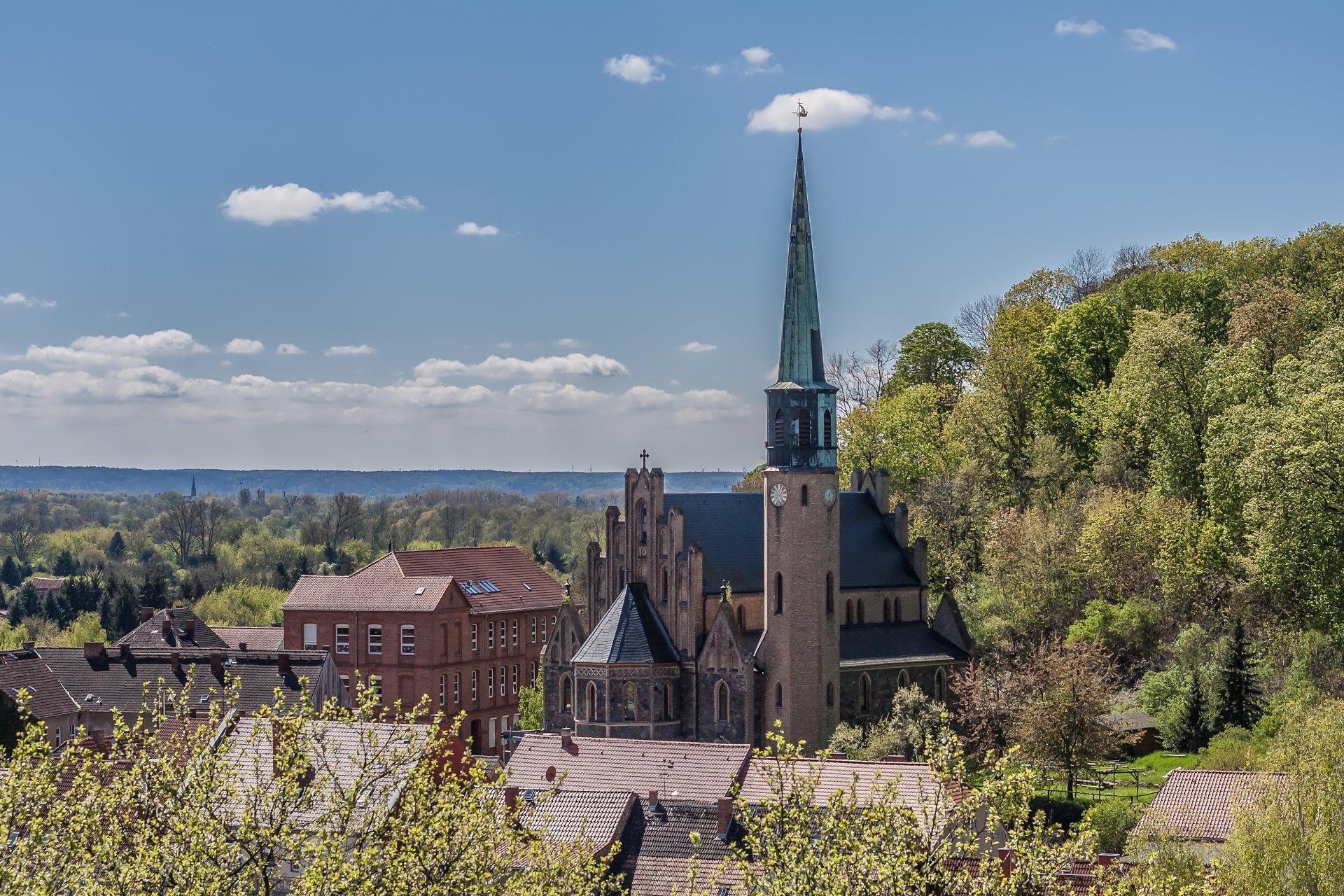
Nikolaikirche
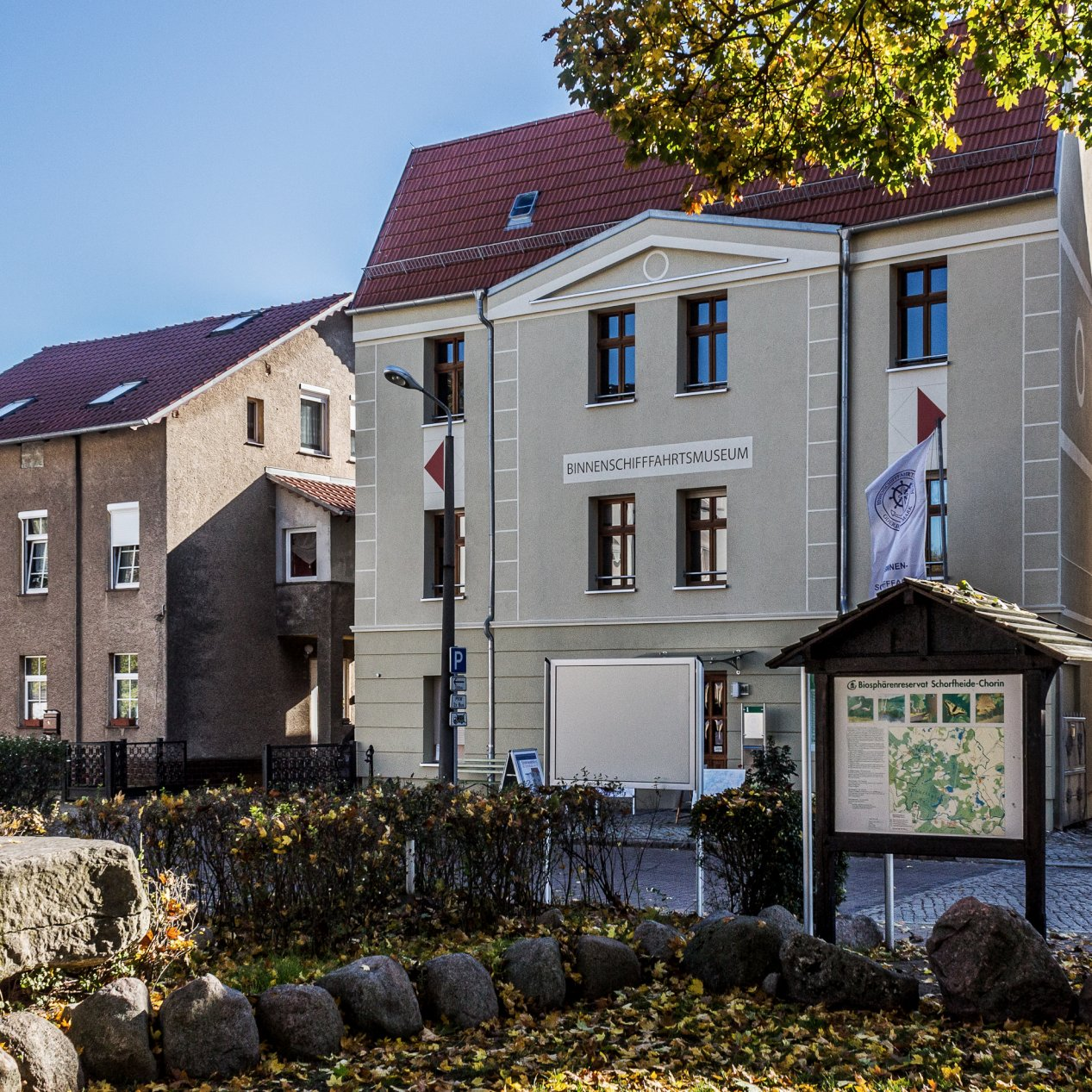
Binnenschifffahrtsmuseum mit Freilichtausstellung
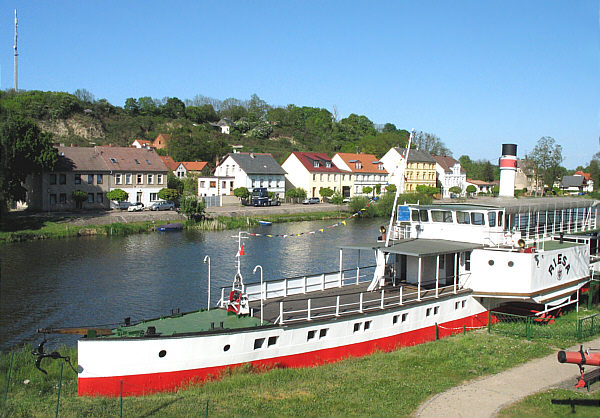
Raddampfer Riesa, bis 1976 im Einsatz bei der Sächsischen Dampfschiffahrt
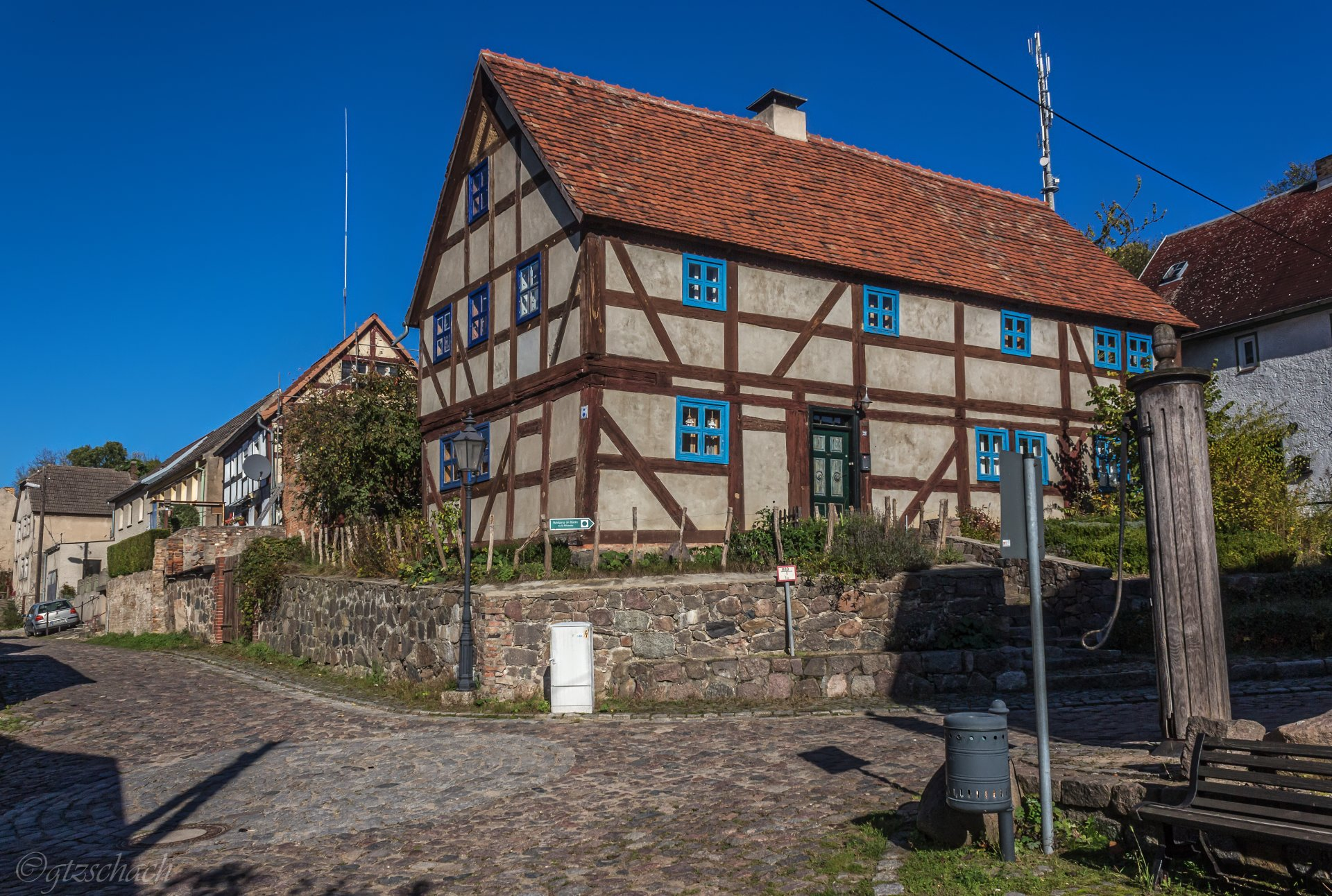
Marowski-Haus am Oberkietz

### Kirchen

#### Ehemalige Nikolaikirche
Von dieser Kirche aus der ersten Hälfte des 13. Jahrhunderts ist heute nichts erhalten. Nach dem 1852 dokumentierten Grundriss handelte es sich bei dem Feldsteinquaderbau um eine Kreuzkirche von erheblichen Ausmaßen. Die Ausdehnung der Kirche betrug in Ost-West- sowie wie in Nord-Süd-Richtung etwa 32 Meter. Betreten wurde der Bau über den nördlichen Kreuzarm. An der Nordwand des östlichen Kreuzarmes befand sich die Sakristei, die vom Innern der Kirche begangen wurde. Angrenzend zwischen östlichem und südlichem Kreuzarm gibt es einen Raum, der möglicherweise eine Seitenkapelle war. Eine Verschiebung zwischen Ost- und Westkreuzarm ist nicht auf einen Baufehler zurückzuführen, sondern eher typisch für Bauten dieser Zeit. Auf dem südlichen Kreuzarm erhob sich ein mehrgeschossiger hölzerner Kirchturm. Der Ostgiebel hatte eine Backsteinblende als architektonisches Zierelement. Der Ostchor besaß romanische Rundbogen-Fenster, der restliche Teil der Kirche zeigte bereits Merkmale der Frühgotik.

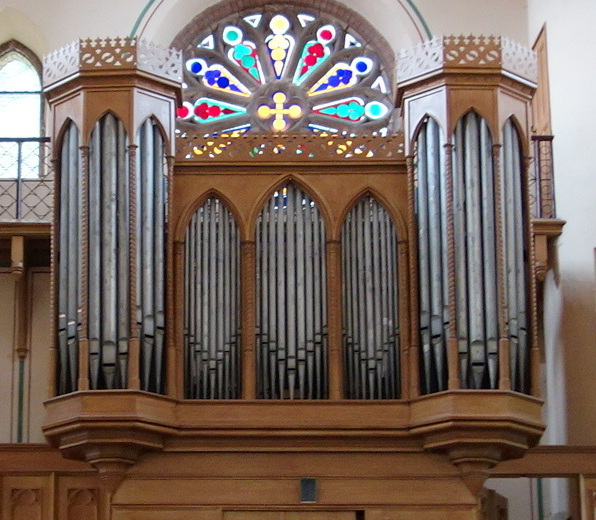
Farbglasrosette in der Evangelischen Nikolaikirche Oderberg, hinter der Orgel, von Annelie Grund, 1999–2002

Die Kirche wurde bei der Belagerung durch die schwedischen Truppen im Dreißigjährigen Krieg sowie durch den Stadtbrand 1670 stark beschädigt. Ebenfalls wird von Reparaturen am hölzernen Kirchturmaufsatz im Jahre 1754 berichtet. Quellen des 19. Jahrhunderts berichten von einer massiven Baufälligkeit des gesamten Gebäudes. Am 28. Oktober 1849 hielt der Pfarrer Alberti den letzten Gottesdienst. Kurz darauf erfolgte der Abbau des Altars und der Orgel und die Kirche wurde wegen Baufälligkeit geschlossen. Am 22. Mai 1852 stürzte sie bis auf den Ostteil vollständig ein. Versuche, die alte Kirche wieder aufzubauen, scheiterten an der Finanzierung. Im Auftrag des Preußischen Königs Friedrich Wilhelm IV. wurde ein Gutachten angefertigt, in dessen Folge alle Wiederaufbaupläne endgültig verworfen wurden.

#### Nikolaikirche
Der Entwurf für einen Neubau stammt von Baumeister Gaudtner und wurde von Friedrich August Stüler ergänzt. Geplant war eine Ausführung als dreischiffige Basilika mit hohem Mittelschiff und achteckigem Turm im neogotischen Stil. Die veranschlagte Bausumme betrug 33.000 Taler. Die Grundsteinlegung erfolgte am 12. Juni 1853 in Anwesenheit des preußischen Königs, der den Bau mit 18.000 Talern bezuschusst hatte. Die feierliche Einweihung der neuen Nikolaikirche fand nach nur zweijähriger Bauzeit am 14. Oktober 1855 statt. Die 1999–2002 eingesetzten Farbglasfenster stammen von der Glaskünstlerin Annelie Grund.

#### Dorfkirche Neuendorf

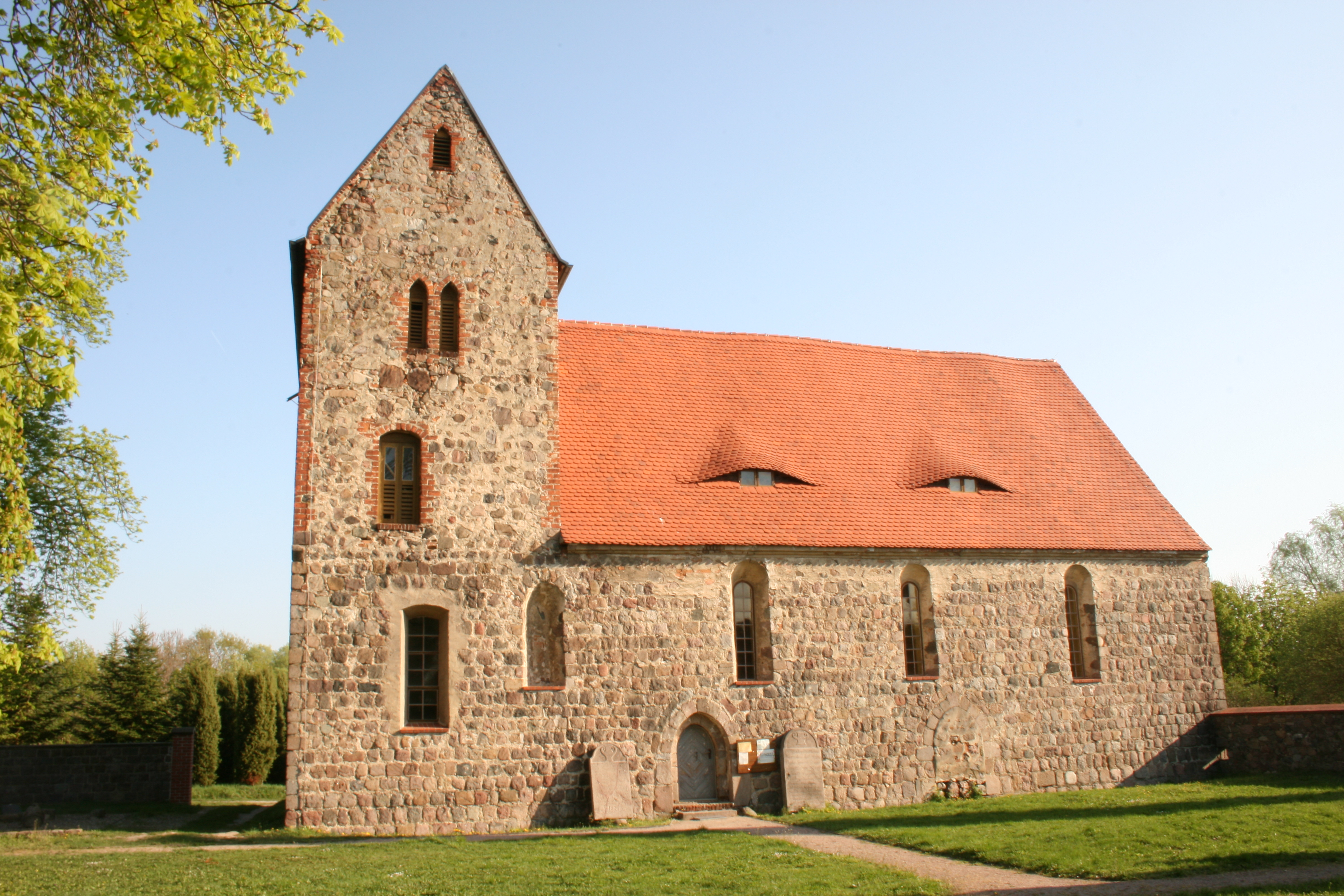
Dorfkirche Neuendorf

Die Kirche in Neuendorf ist eine der ältesten Kirchen der Region in Form einer Saalkirche aus Feldsteinquadern, sie stammt aus der zweiten Hälfte des 13. Jahrhunderts. Das Südportal und das westlich benachbarte Fenster, beide mit frühgotischen Spitzbogenfassungen aus Feldsteinquadern, sind noch original aus der Bauzeit. Die oberen Turmgeschosse, mit backsteingefassten Kanten und Öffnungen, wurden wohl im 14. Jahrhundert aufgestockt. Die schmalen Lanzettfenster östlich des Portals sind in der frühen Neuzeit rundbogig erneuert worden. Der Ostgiebel hat eine original erhaltene Dreifenstergruppe und ist mit Blenden geschmückt, die in Backsteinbögen abschließen. Die Außenmaße der flachgedeckten Saalkirche betragen 24 Meter in der Länge und 11 Meter in der Breite. Die Mauerwandstärke liegt durchschnittlich bei 1,10 Metern. Von der Sakristei auf der Nordseite des Baues sind noch die Fundamente und die Treppe sowie ein Auslaufstein mit Rinne vorhanden. In der Südostecke der Kirche befindet sich ein sogenannter Schachbrettstein mit Rautenmuster. In der Literatur wird die Kirche mehrfach als Wehrkirche beschrieben, wofür sich jedoch keine Belege finden.
Im Inneren der Dorfkirche gibt es eine historisch wertvolle Ausstattung: der zweietagige Holzaltar stammt aus der Spätrenaissance um 1615 und zeigt auf zwei Gemälden die Kreuzigung und Auferstehung Christi. Das Kirchengestühl der Südwand mit zehn Sitzen wurde 1615 von Jobst von Oppen und seiner Gattin Katharina gestiftet. 1991 wurden bei Ausgrabungen in der Kirche mehrere Gräber sowie eine Gruft freigelegt, die dem 16. bis 18. Jahrhundert zuzuordnen sind.

### Regelmäßige Veranstaltungen
Neben einem Maifeuer, einem Osterfest und einem Weihnachtsmarkt findet jährlich im Juni das Fischer- und Schifferfest statt. Der Spielmannszug Oderberg 1961 e. V. veranstaltet darüber hinaus jährlich ein Weihnachtskonzert.

## Verkehr
Von Norden nach Süden wird Oderberg von der B 158 (Angermünde–Berlin) durchquert. In der Stadt mündet von Westen kommend die Landesstraße L 29 (Biesenthal–Hohenfinow–Oderberg).
Oderberg lag mit dem Bahnhof Saaten-Neuendorf, dem Haltepunkt Oderberg und dem Bahnhof Oderberg-Bralitz an der Bahnstrecke Angermünde–Bad Freienwalde. Oderberg-Bralitz lag etwa zwei Kilometer südlich der Stadt. Die Bahnlinie, welche seit 1995 nicht mehr betrieben wurde, ist 2009 abgebaut worden. Das Bahnhofsgebäude ist in Privatbesitz.
Der Oder-Havel-Kanal – im Stadtgebiet identisch mit der ausgebauten Alten Oder – durchfließt Oderberg von Westen nach Osten.

## Persönlichkeiten

### Söhne und Töchter der Stadt
- August Colberg (1829–1868), Pathologe
- Robert von Bartsch (1833–1919), Unterstaatssekretär im Preußischen Kultusministerium
- Erich Haucke (1901–1942), Politiker (NSDAP)
- Siegfried Schumacher (1926–2018), Schriftsteller
- Hans Kulicke (1934–2016), Fußballschiedsrichter
- Eva Bosch (* 1941), Malerin
- Frank Nossack (* 1943), Schauspieler

### Mit Oderberg verbundene Persönlichkeiten
- Berthold Feistel (1834–1892), Buchdrucker und Zeitungsverleger, lebte in Oderberg
- Paul Kunisch (1862–1938), Stadtmusikus in Oderberg
- Alexander Conrady (1875–nach 1909), Historiker, lebte in Oderberg
- Max Friediger (1884–1947), Rabbiner in Oderberg
- August Karsten (1888–1981), Politiker (SPD), lebte in Oderberg
- Heinrich Vogel (1902–1989), Pfarrer in Oderberg